# ゴティエ・ギブアン
ゴティエ・ギブアン・フォンタナ（Gautier Gibouin Fontana、1989年5月24日 - ）は、プロD2、ソヨー・アングレームXVシャラントに所属するラグビーユニオン選手。

## プロフィール
- フランス・ソヨー出身[1]。
- ポジションはフランカー(FL)。
- 身長 184cm、体重 102kg
- スペイン代表キャップは44（2020年5月現在）。
- 7人制スペイン代表に選ばれたことがある[2]。

## 略歴
ボルドー、CAペリグー、ボルドー、USモントーバンを経て、2017年、USONヌヴェールに加入。
2020年、ソヨー・アングレームに加入。